# Transilvanian Hunger
Transilvanian Hunger er det fjerde album af det norske black metal-band Darkthrone, som blev udgivet i 1994 gennem Peaceville Records. Det er deres første album uden deres guitarist Zephyrous. Nocturno Culto overtog derved positionen som både guitarist og bassist fra dette tidspunkt af i deres karriere. Nogle af omslagene havde noterne "Norsk arisk black metal" som senere hen blev fjernet fra efterfølgende tryk af albummet da det mentes at være for kontroversielt. De sidste fire sangtekster er skrevet af Varg Vikernes fra Burzum.
Albummet blev genudgivet i 2003 som en digipak med videointerview. 

## Spor
1. "Transilvanian Hunger" – 6:10
2. "Over Fjell Og Gjennom Torner" – 2:29
3. "Skald Av Satans Sol" – 4:29
4. "Slottet I Det Fjerne" – 4:45
5. "Graven Tåkeheimens Saler" – 4:59
6. "I En Hall Med Flesk Og Mjød" – 5:13
7. "As Flittermice As Satans Spys" – 5:56
8. "En Ås I Dype Skogen" – 5:03

## Fodnoter
1. ↑  Metallum: Transilvanian Hunger